# 第一学院高等学校養父本校
第一学院高等学校養父本校（だいいちがくいんこうとうがっこうやぶほんこう）は、兵庫県養父市にある私立高等学校。

## 概要
- 兵庫県養父市が内閣総理大臣から構造改革特区の認定を受け、2007年9月25日高等学校設置申請が養父市から許可された。
- 養父市への合併による学校統合で廃校後に養父市議会議場として暫定使用されていた旧・関宮町立大谷小学校の校舎を転用している。
- 2008年4月6日に開校した。全国から入学することができる私立広域通信制高等学校。単位制を敷いている。
- 旧設置者は株式会社ウィザス（第一高等学院）が出資する株式会社ナビで、2012年の校名変更の際にウィザスに吸収された。
- 2017年度より、スクーリング内容が大幅に拡充された。
- 2019年度より、設置学科を総合学科から普通科へ改編。

## 設置課程
- 通信制課程・単位制・普通科・男女共学
  - 入学時期：随時
  - 卒業時期：3月・9月
  - 修業年限：3年以上
  - 卒業認定単位数：74単位

第一学院高等学校の本校は2校あり、この養父本校と高萩本校(茨城県)がある。

## 著名な卒業生
- 宮吉拓実（プロサッカー選手、Jリーグ・京都サンガF.C.所属）